# Saint-Mars-sous-Ballon
Pour les articles homonymes, voir Saint-Mars.
Saint-Mars-sous-Ballon est une commune française, située dans le département de la Sarthe en région Pays de la Loire, devenue une commune déléguée de Ballon-Saint-Mars au 1er janvier 2016, puis supprimée le 4 juin 2020.
La commune faisait partie de la province historique du Maine, et se situe dans le Haut-Maine (Maine roux).

## Géographie

### Communes limitrophes
|        | Congé-sur-Orne         | Mézières-sur-Ponthouin |
| Ballon | Saint-Mars-sous-Ballon | Courcemont             |
|        | Souligné-sous-Ballon   | Courcebœufs, Beaufay   |

## Histoire
La commune a été créée en 1835 par le démembrement de Ballon. Ballon comptait alors 4 078 habitants, 1 643 sont devenus Médardois.
Le 25 juin 2015, après plusieurs mois de travail, les communes de Saint-Mars-sous-Ballon et Ballon ont décidé de se regrouper au sein d'une commune nouvelle qui sera baptisée Ballon-Saint-Mars. Ce regroupement permettra de pallier la baisse programmée des dotations globales de fonctionnement versée par l'État durant les prochaine années. La création de la nouvelle commune doit être effective le 1er janvier 2016, entraînant la transformation des deux anciennes communes en « communes déléguées » de la nouvelle entité dont la création a été entériné par arrêté préfectoral du 7 août 2015. Le 4 juin 2020, le conseil municipal de Ballon-Saint Mars vote la suppression des communes déléguées.

## Politique et administration
| Période                                  | Période       | Identité                | Étiquette | Qualité  |
| ---------------------------------------- | ------------- | ----------------------- | --------- | -------- |
| 1836                                     | 1854          | François Nicolas        |           |          |
| 1854                                     | 1880          | François Julien Nicolas |           |          |
| 1880                                     | 1904          | Almire Gagnebien        |           |          |
| 1904                                     | 1912          | Ernest Briolay          |           |          |
| 1912                                     | 1919          | Modeste Dagoreau        |           |          |
| 1919                                     | 1925          | Léonide Pillard         |           |          |
| 1925                                     | 1943          | Eugène Chanteloup       |           |          |
| 1943                                     | 1945          | Paul Buchot             |           |          |
| 1945                                     | 1947          | Jules Ched'homme        |           |          |
| 1947                                     | 1951          | Marcel Cochereau        |           |          |
| 1951                                     | 1953          | Marcel Toulis           |           |          |
| 1953                                     | 1965          | Marcel Cochereau        |           |          |
| 1966                                     | 1989          | Albert Goltron          |           |          |
| 1989                                     | 1995          | Bernard Drouin          |           |          |
| 1995                                     | 2014          | Raymond Stouff          |           | Retraité |
| 2014                                     | décembre 2015 | Jean-Louis Allichon     | SE        | Retraité |
| Les données manquantes sont à compléter. |               |                         |           |          |

## Démographie
L'évolution du nombre d'habitants est connue à travers les recensements de la population effectués dans la commune depuis 1836. À partir du 1er janvier 2009, les populations légales des communes sont publiées annuellement dans le cadre d'un recensement qui repose désormais sur une collecte d'information annuelle, concernant successivement tous les territoires communaux au cours d'une période de cinq ans. 
Pour les communes de moins de 10 000 habitants, une enquête de recensement portant sur toute la population est réalisée tous les cinq ans, les populations légales des années intermédiaires étant quant à elles estimées par interpolation ou extrapolation. Pour la commune, le premier recensement exhaustif entrant dans le cadre du nouveau dispositif a été réalisé en 2008,.
En 2018, la commune comptait 871 habitants, en évolution de +5,07 % par rapport à 2013 (Sarthe : +1,37 %, France hors Mayotte : +2,49 %).
| 1836  | 1841  | 1846  | 1851  | 1856  | 1861  | 1866  | 1872  | 1876  |
| ----- | ----- | ----- | ----- | ----- | ----- | ----- | ----- | ----- |
| 1 643 | 1 644 | 1 633 | 1 564 | 1 548 | 1 448 | 1 418 | 1 343 | 1 302 |

| 1881  | 1886  | 1891  | 1896  | 1901  | 1906 | 1911 | 1921 | 1926 |
| ----- | ----- | ----- | ----- | ----- | ---- | ---- | ---- | ---- |
| 1 227 | 1 201 | 1 165 | 1 124 | 1 058 | 977  | 968  | 847  | 804  |

| 1931 | 1936 | 1946 | 1954 | 1962 | 1968 | 1975 | 1982 | 1990 |
| ---- | ---- | ---- | ---- | ---- | ---- | ---- | ---- | ---- |
| 806  | 785  | 738  | 796  | 833  | 734  | 680  | 629  | 548  |

| 1999 | 2008 | 2013 | 2018 | - | - | - | - | - |
| ---- | ---- | ---- | ---- | - | - | - | - | - |
| 622  | 856  | 829  | 871  | - | - | - | - | - |

## Lieux et monuments

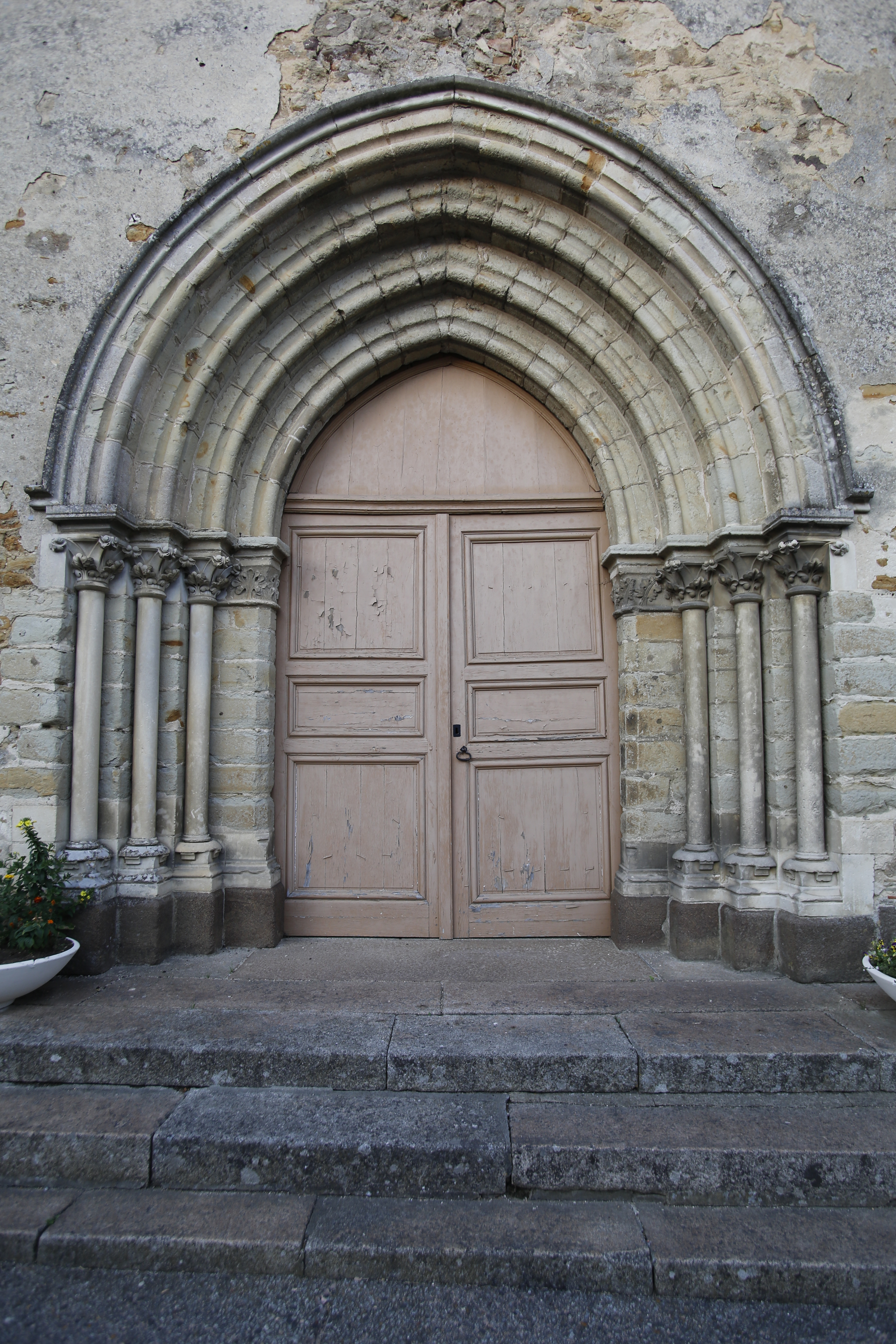
Porche ouest de l'église.
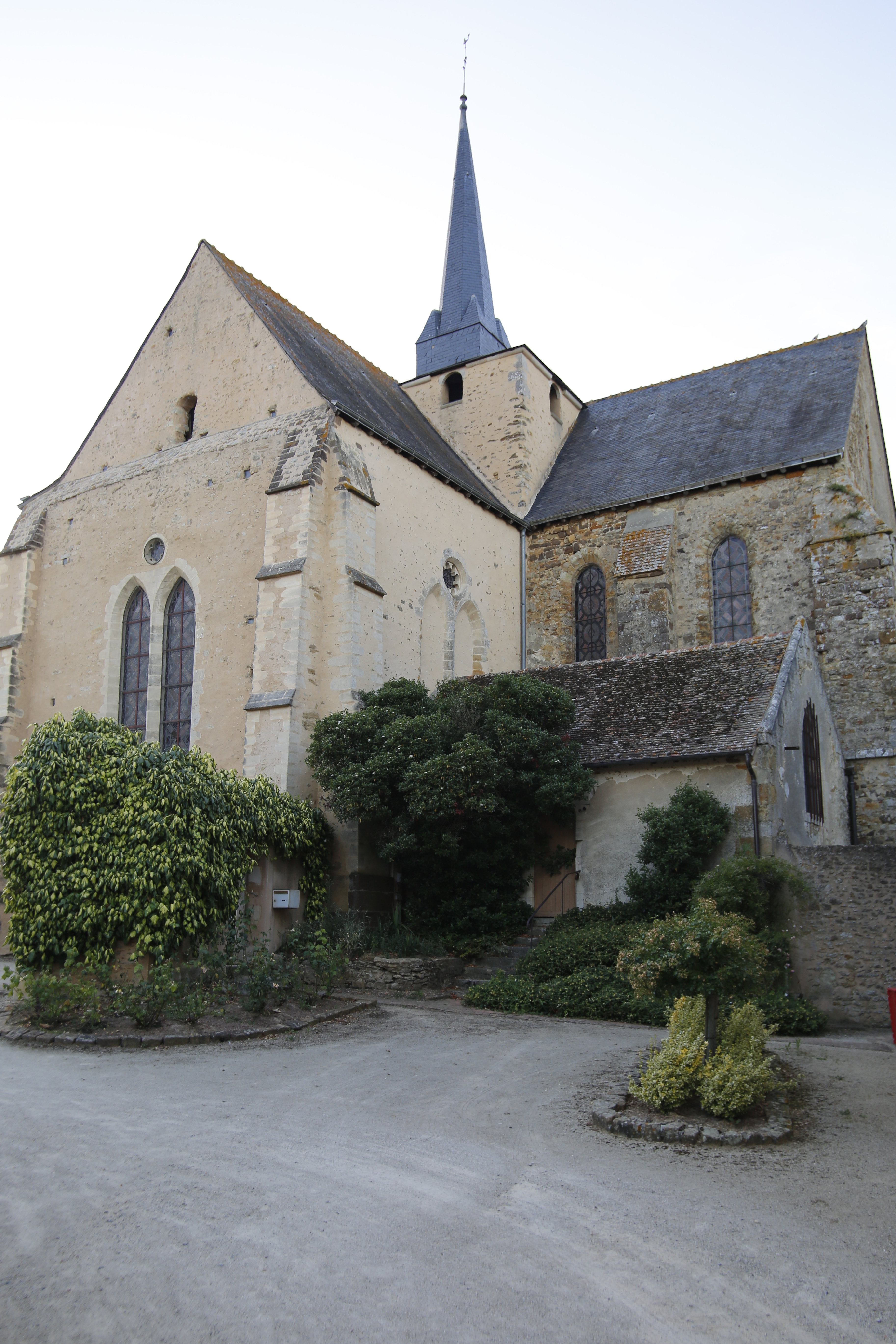
Transept sud et chœur.

- Château de Thouars du XIIIe siècle.
- Moulin banal de Thouars.
- Église gothique Saint-Médard du XIIIe siècle. Table gnomonique  de 1699 classée aux monuments historiques[10].